# 马默斯 (亚利桑那州)
马默斯（英文：Mammoth），是美国亚利桑那州皮纳尔县下属的一座城市。面积约为1.04平方英里（约合2.7平方公里）。根据2010年美国人口普查，该市有人口1,426人，人口密度为1,372.60/平方英里。在建制上，该市属于“Town”。